# Władza (film 1968)
Władza – amerykański film SF z 1968 roku na podstawie powieści Franka Robinsona.

## Główne role
- George Hamilton – profesor Jim Tanner
- Suzanne Pleshette – profesor Margery Lansing
- Richard Carlson – profesor Norman E. Van Zandt
- Yvonne De Carlo – pani Sally Hallson
- Earl Holliman – profesor Talbot „Scotty” Scott
- Gary Merrill – Mark Corlane
- Ken Murray – Grover
- Barbara Nichols – Flora
- Arthur O’Connell – profesor Henry Hallson
- Nehemiah Persoff – profesor Carl Melnicker
- Aldo Ray – Bruce
- Michael Rennie – Arthur Nordlund
- Miiko Taka – pani Van Zandt
- Celia Lovsky – pani Hallson
- Vaughn Taylor – pan Hallson
- Lawrence Montaigne – Briggs

## Fabuła
Profesor Henry Hallson przeprowadza test wśród pracowników laboratorium naukowego, który dotyczy ich psychicznych predyspozycji. Badania wykazują, że jeden z pracowników posiada inteligencję superczłowieka. Potrafi poruszyć przedmiotami i wpływa na zachowania innych ludzi. Kiedy Hallson zostaje zamordowany, głównym podejrzanym staje się profesor Tanner. Ten postanawia wyjaśnić sprawę.